# MHPアレーナ
MHPアレーナ (MHPArena）は、ドイツ・バーデン＝ヴュルテンベルク州シュトゥットガルトにあるスタジアム。VfBシュトゥットガルトがホームスタジアムとして使用している。
1949年から1993年までの正式名称であるネッカーシュタディオン (Neckarstadion) とも呼ばれる。収容人数は1993年の開場以降何度かの改修工事を経て60,449人となっている。スタジアムの所有者は、シュトゥットガルト市とVfBシュトゥットガルトが共同保有している企業であるStadion NeckarPark GmbH & Co. KG。

## 歴史
1933年に「アドルフ・ヒトラー・カンプバーン」として竣工。当時は陸上トラックのついたスタジアムであり、片持ち梁で屋根を支える構造が取られた国内初のスタジアムであった。当時の収容人数はその屋根付きスタンドの収容人数2,500人を含めて約40,000人であった。
第二次世界大戦以降はカンプバーン (Kampfbahn) と呼ばれ、戦後初の国際Aマッチとなった1950年11月22日のドイツ代表対スイス代表の試合では、立ち見席が許可されていたこともあって102,000人の観客を動員した。
1993年から、シュトゥットガルトに本社を置く自動車メーカーダイムラーの創始者ゴットリープ・ダイムラーにちなんでゴットリーブ・ダイムラー・シュタディオン (Gottlieb-Daimler-Stadion) の名称となったが、2008年にダイムラーが命名権を取得したことで同社のブランドであるメルセデス・ベンツの名が冠せられ、同年8月のVfBシュトゥットガルトとアーセナルFCとの親善試合から「メルセデス・ベンツ・アレーナ」の名称となった。
2006 FIFAワールドカップ終了後の2006年7月、スタジアムをサッカー専用スタジアムへと改築する総工費約7000万ユーロの改修計画が公表され、2009年7月に着工。屋根やスタンドの一新、陸上トラックの撤去などが行われ、2011年に竣工した。
2017年9月、UEFA EURO 2024の会場の一つに決定した。5年後の2022年から総額9700万ユーロを投じてメインスタンドの改築や施設内のインフラ、バリアフリー化などの工事がスタートし、2024年3月に竣工した。安全面などを重視した改築となったため、収容人数は国内試合で60,058人、国際試合では50,998人まで減少した。
2023年、ポルシェ傘下のコンサルティング会社MHP Management- und IT-Beratungが10年間の命名権を取得したことに伴い、同年7月より「MHPアレーナ」と改称された。

## 開催された主な大会・イベント
- 1974 FIFAワールドカップ

| 日付          | チーム#1     | 結果 | チーム#2     | ラウンド  |
| ------------- | ------------ | ---- | ------------ | --------- |
| 1974年6月15日 | ポーランド   | 3-2  | アルゼンチン | グループ4 |
| 1974年6月19日 | アルゼンチン | 1-1  | イタリア     | グループ4 |
| 1974年6月23日 | ポーランド   | 2-1  | イタリア     | グループ4 |
| 1974年6月26日 | スウェーデン | 0-1  | ポーランド   | グループB |

- UEFA欧州選手権1988

| 日付          | チーム#1     | 結果 | チーム#2     | ラウンド  |
| ------------- | ------------ | ---- | ------------ | --------- |
| 1988年6月12日 | イングランド | 0-1  | アイルランド | グループ2 |
| 1988年6月22日 | ソビエト連邦 | 2-0  | イタリア     | 準決勝    |

- 2006 FIFAワールドカップ

| 日付          | チーム#1     | 結果 | チーム#2         | ラウンド   |
| ------------- | ------------ | ---- | ---------------- | ---------- |
| 2006年6月13日 | フランス     | 0-0  | スイス           | グループG  |
| 2006年6月16日 | オランダ     | 2-1  | コートジボワール | グループC  |
| 2006年6月19日 | スペイン     | 3-1  | チュニジア       | グループH  |
| 2006年6月22日 | クロアチア   | 2-2  | オーストラリア   | グループF  |
| 2006年6月25日 | イングランド | 1-0  | エクアドル       | ラウンド16 |
| 2006年7月8日  | ドイツ       | 3-1  | ポルトガル       | 3位決定戦  |

- 国際Aマッチ

ドイツ代表の国際Aマッチについてはde:Mercedes-Benz Arena (Stuttgart)#Spiele der deutschen Fußballnationalmannschaftを参照。

## ギャラリー

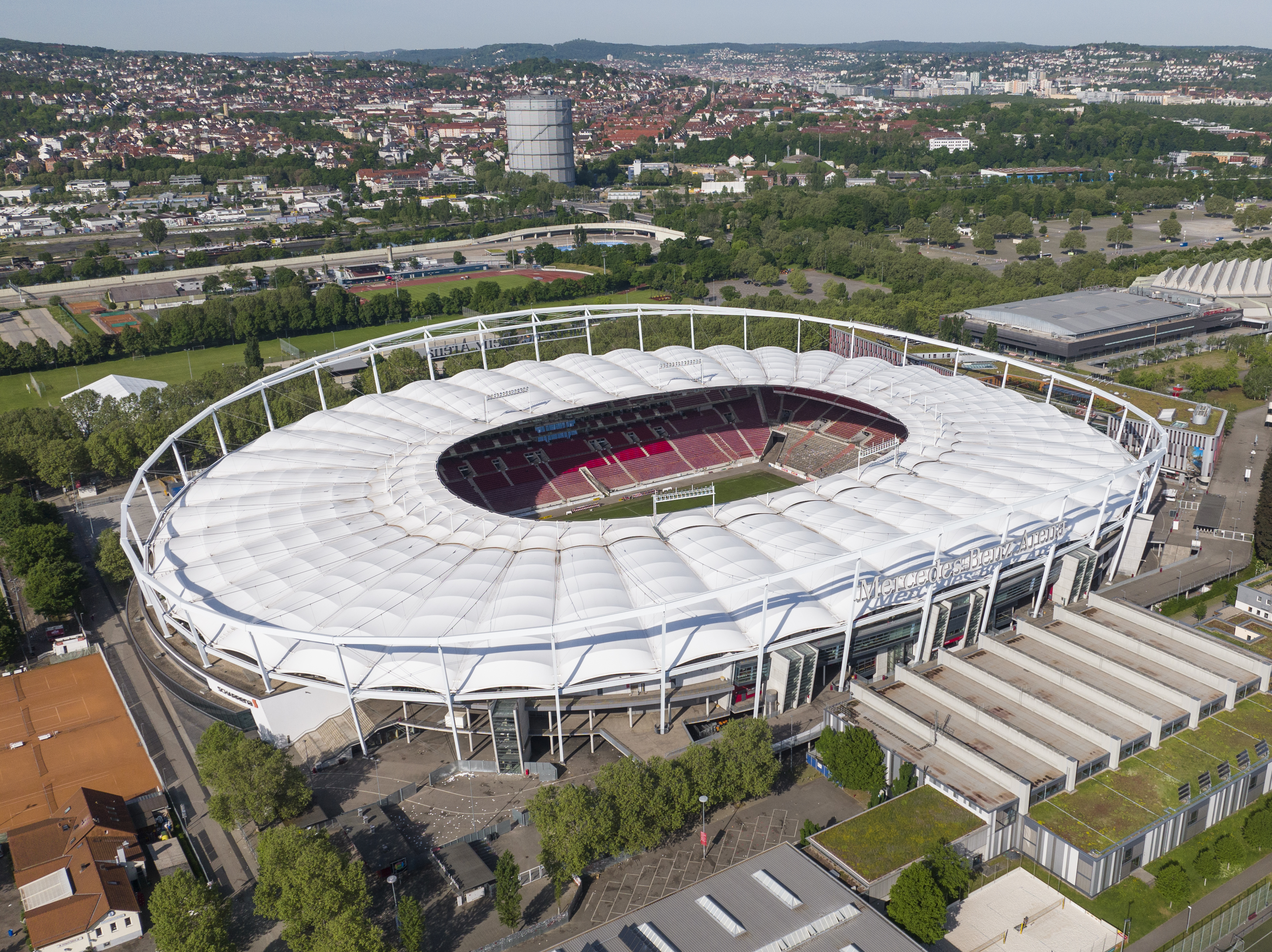
2022年の空撮
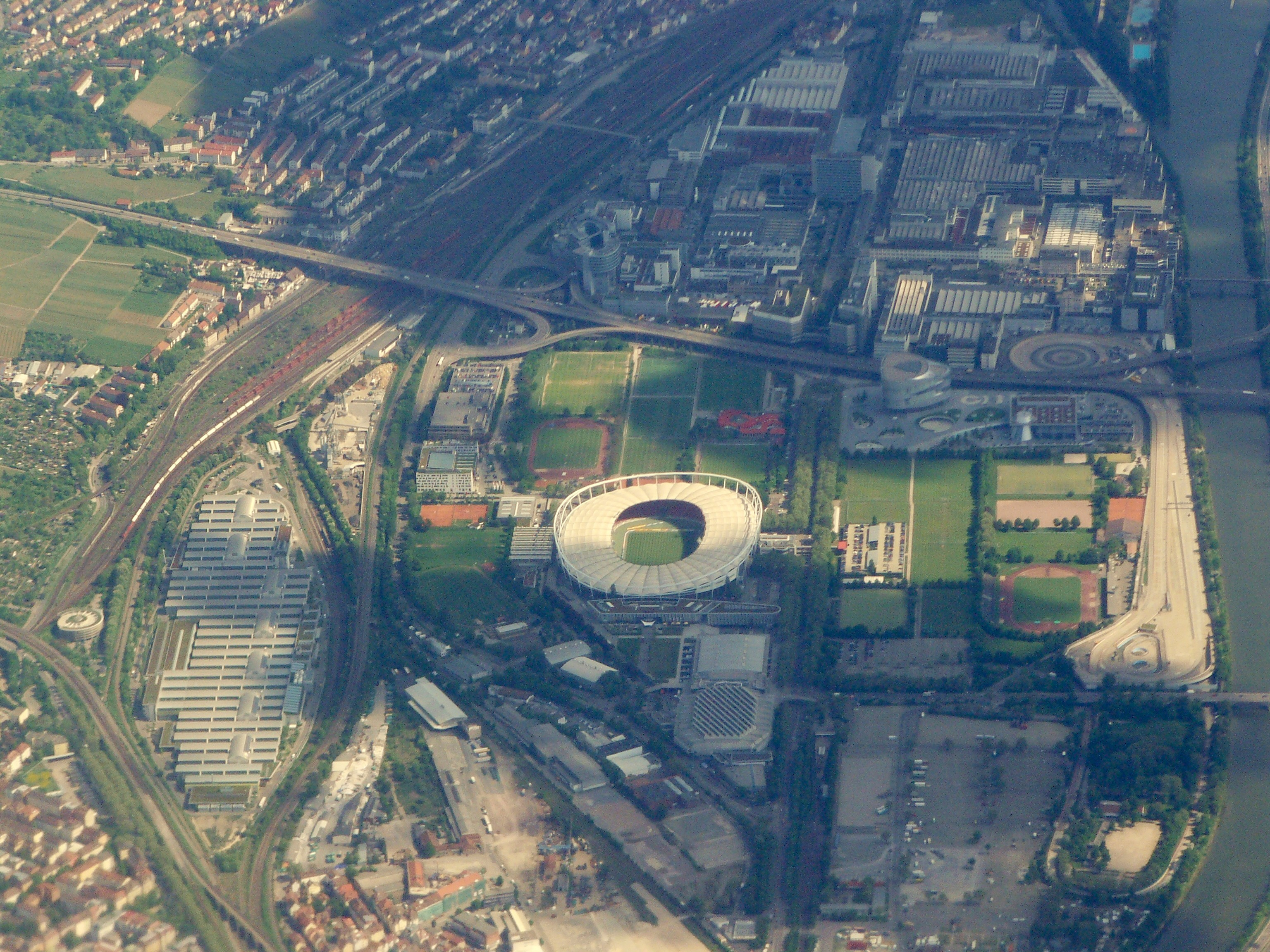
2009年の空撮
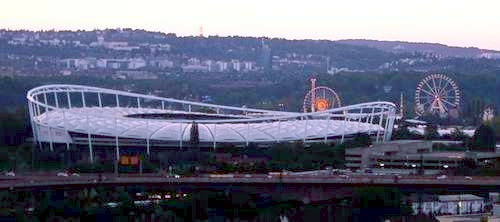
2002年の外観
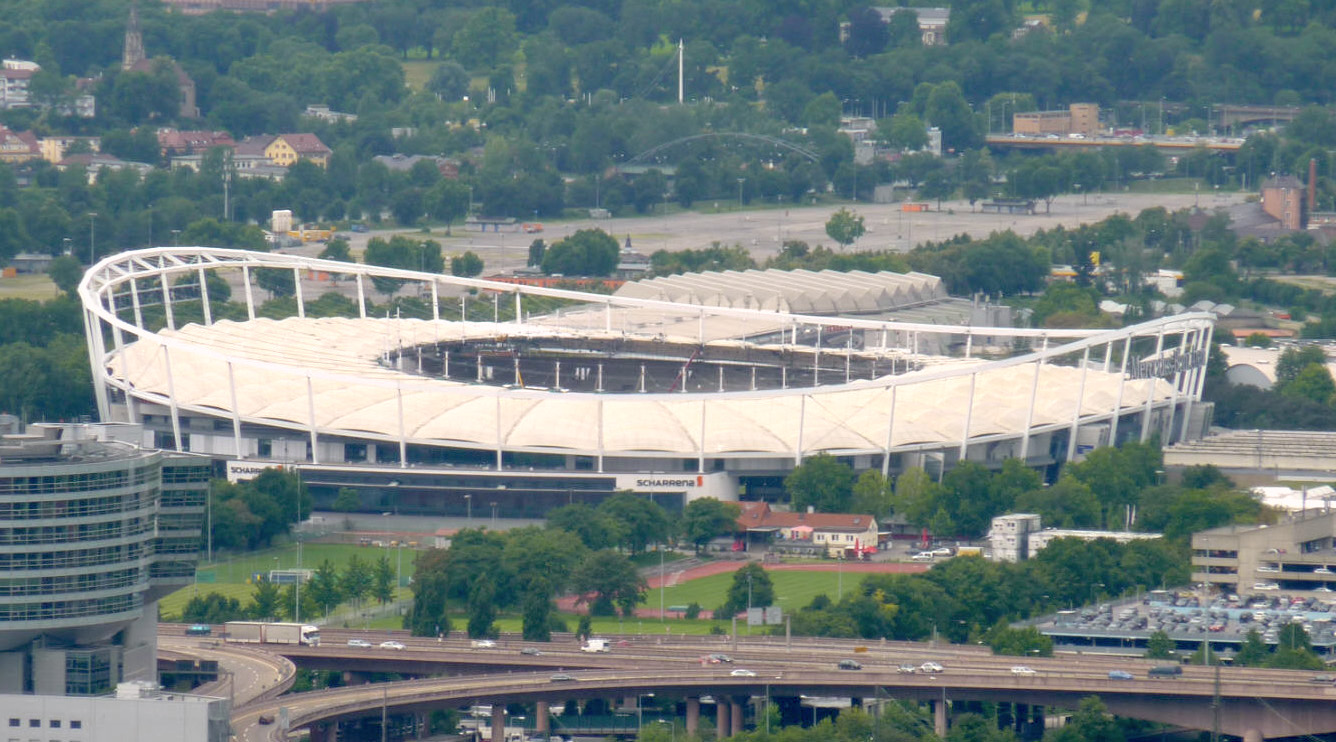
2011年の外観
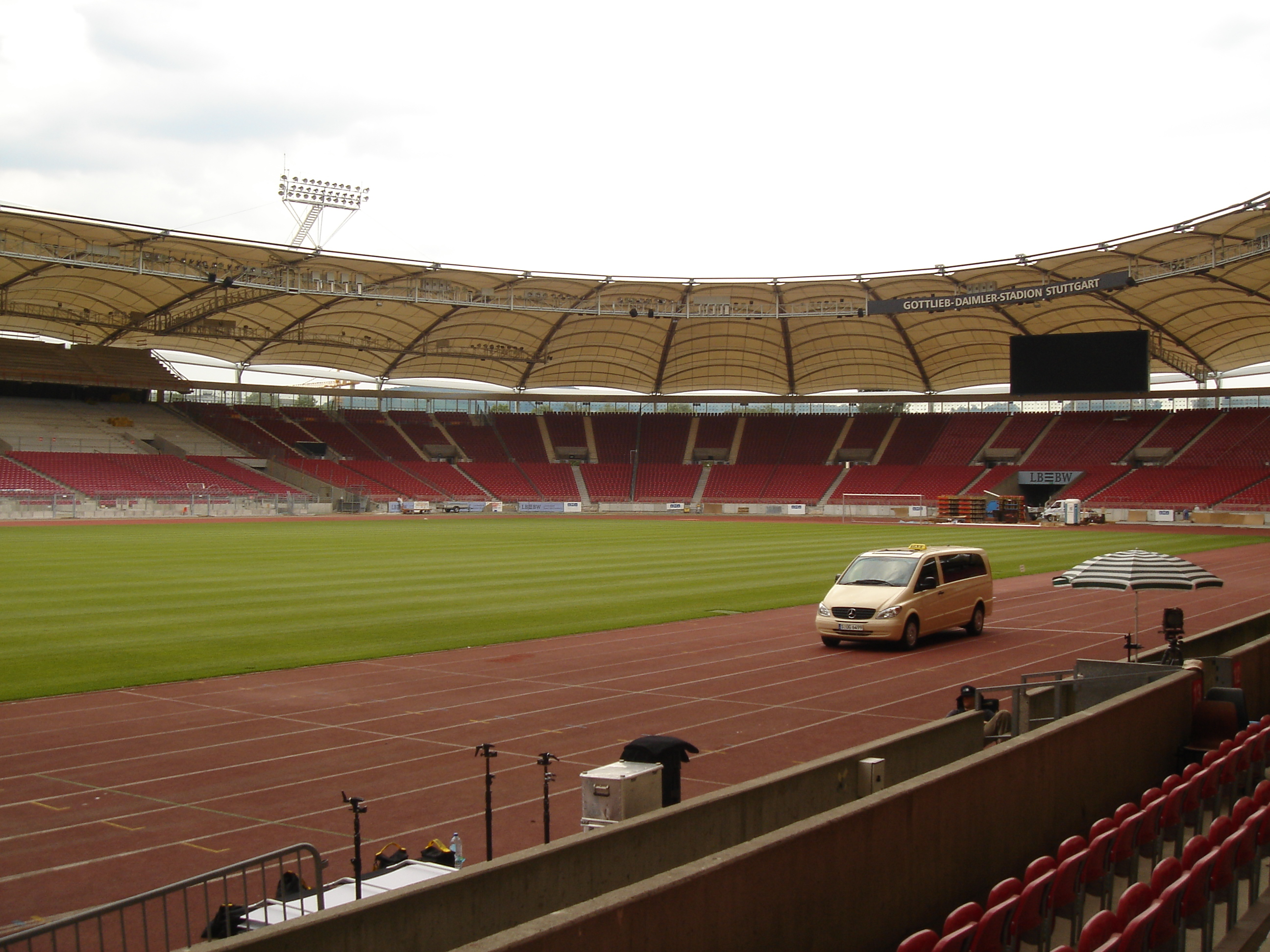
2005年の内観
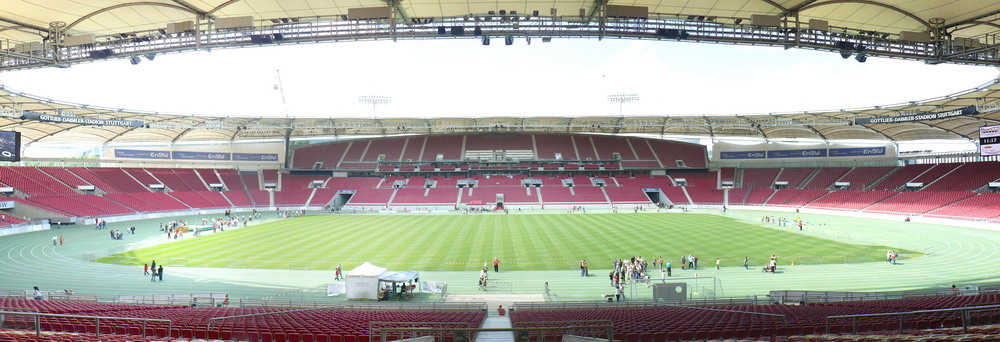
2006年の内観
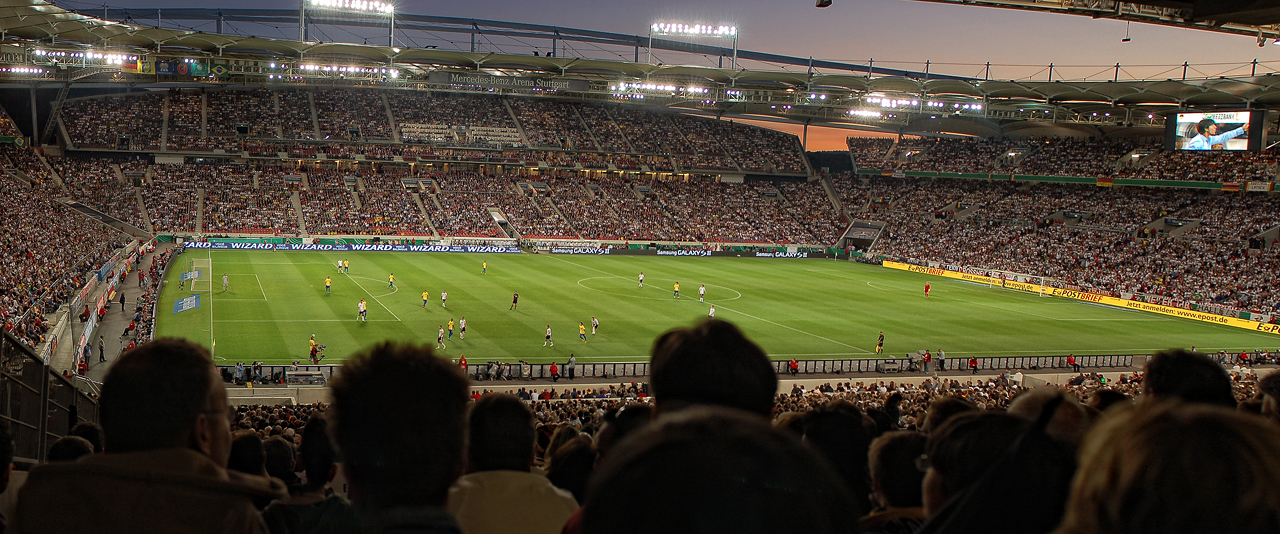
2011年の内観
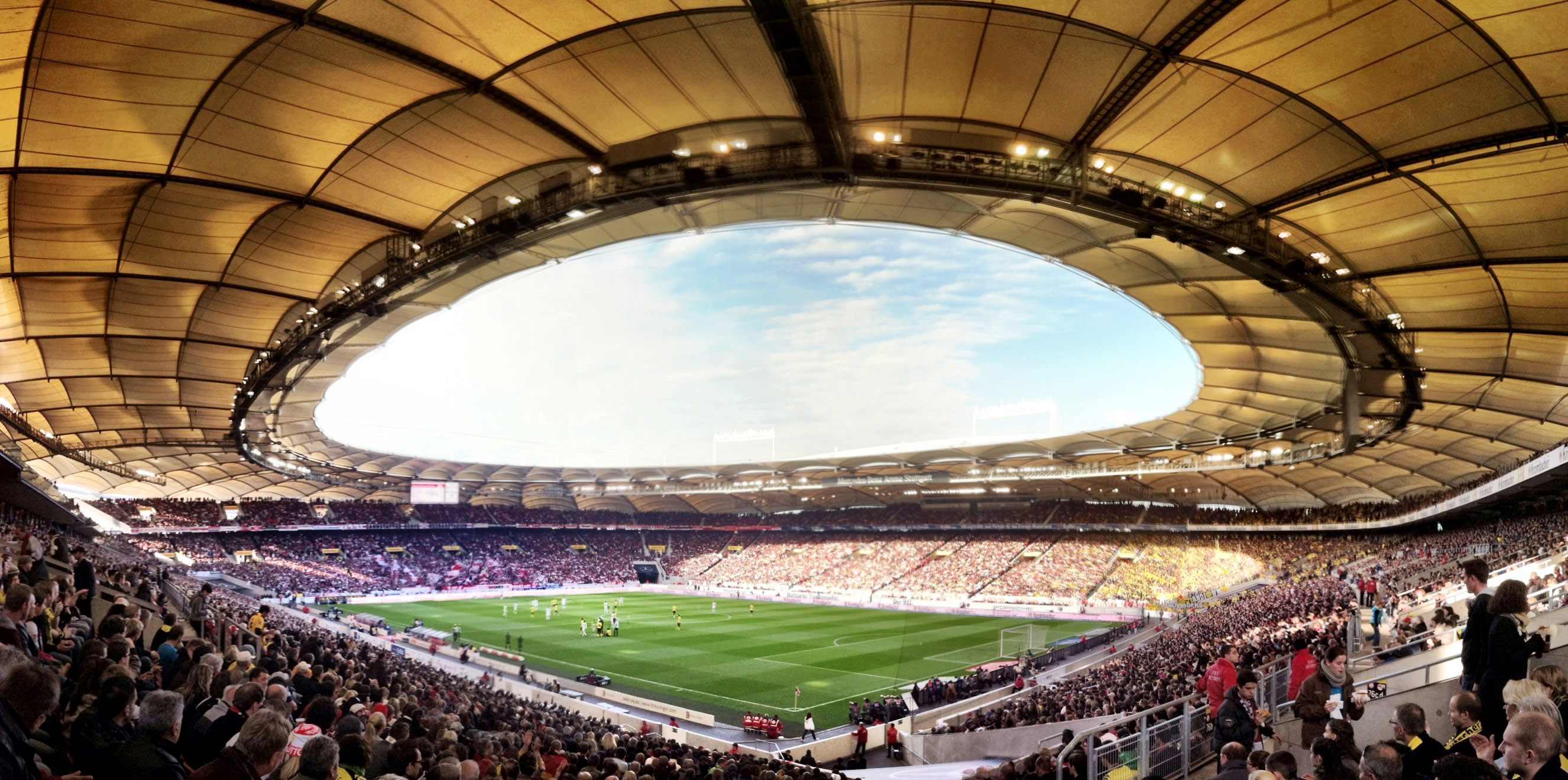
2012年の内観